# Sherefa Yorks
Sherefa Yorks (1997), is een Nederlandse zangeres en danseres. Zij heeft in 2017 haar dansopleiding aan de Academie voor Theater en Dans afgerond.
Yorks heeft aan een meerdere talentenjachten meegedaan. In 2006 trad ze op in het Junior Songfestival. In 2014 deed ze mee aan The voice of Holland en in 2018 aan So You Think You Can Sing, waar ze 1e werd. In 2019 won ze het programma DanceSing.
Yorks zet zich als ervaringsdeskundige tevens in voor het Our Life Project! dat is gericht op bestrijding van depressiviteit en eenzaamheid onder jongeren.